# Russischer Waschsalon
Als russischer Waschsalon (engl/international: Russian Laundromat, russ. Российский ландромат) und russische Waschmaschine werden aufgedeckte Geldwäscheprozeduren bezeichnet, bei der in den Jahren von 2010 bis 2014 umgerechnet zwischen 22 und 80 Milliarden US-Dollar Schwarzgeld aus Russland geschleust und, über Moldau, Lettland und Estland transferiert, in Großbritannien und 95 weiteren Staaten gewaschen wurde.

## Beteiligte
Ermittler schätzen, dass eine Gruppe von etwa 500 Personen beteiligt war. Dazu gehören Oligarchen, Moskauer Bankiers und Persönlichkeiten, die für den FSB arbeiten oder mit ihm in Verbindung stehen.

## Aufdeckung
Im Jahr 2014 wurde das internationale Journalistennetzwerk Organized Crime and Corruption Reporting Project (OCCRP) erstmals auf den systematischen Betrug aufmerksam. Sie nannten es (übersetzt) „Russischer Waschsalon“. Durch zugespielte Bankunterlagen, die sie zusammen mit der Nowaja gaseta und mehr als 20 weiteren Medienhäusern auswerteten, wurde das gesamte Ausmaß des Betrugs bekannt. Insgesamt wurden in dem Zusammenhang über 1,3 Millionen Transaktionen getätigt.

## Vorgehensweise
Es wurden Briefkastenfirmen gegründet und Scheinkredite zwischen diesen ausgestellt. Diese wurden nicht bedient, so dass Gerichte die Zwangsvollstreckung der Zahlungsrückstände anordneten. Die Bürgen, zumeist Vorsitzende russischer Unternehmen, zahlten daraufhin mit besagtem Schwarzgeld. Auf diese Weise wurden in der Republik Moldau rund 22 Milliarden US-Dollar über Korrespondenzbanken an die intendierten Empfänger, darunter auf lettische Bankkonten, überwiesen.
Die Gruppe von Mitgliedern der mittlerweile geschlossenen lettischen Bank Trasta Komercbanka richteten mit hunderten von Schattenkonten wiederum ein System ein, über das Geld anschließend weltweit in über 1000 Firmen, Immobilien, Yachten, Jets, Industriegüter und andere Vermögensgegenstände umgewandelt bzw. angelegt wurde.

## Verbleib des Schwarzgeldes

### Europa
Laut The Guardian landeten 55 % des gesamten Schwarzgeldes letztendlich im Wirtschaftskreislauf des Vereinigten Königreichs und 44 % in 74 anderen Staaten. Über Konten der Royal Bank of Scotland flossen mit 113,1 Millionen und über Konten der HSBC mit 545 Millionen insgesamt ca. 740 Millionen US-Dollar in den britischen Wirtschaftsverkehr. Insgesamt flossen laut der schottischen Tageszeitung The Herald etwa 5 Milliarden US-Dollar in Schottland angelegte Briefkastenfirmen.
Mit Schwarzgeld wurden in Europa die Internatsgebühren für Kinder vermögender Russen und Auftritte britischer Rock-Bands in Russland bezahlt sowie Luxusgüter, bspw. Kunst und Technik, gekauft.
In Deutschland wurde laut BKA geschleustes Geld hauptsächlich in Immobilien investiert. Außerdem floss Geld in Millionenhöhe in Rechnungen von deutschen Unternehmen, wie Bogner, Rohde & Schwarz und BASF. Die deutsche Polizei konnte Vermögenswerte in Höhe von ca. 50 Millionen Euro der Geldwäsche zuordnen und beschlagnahmen. Insgesamt landete Schwarzgeld in Höhe von 190 Millionen Euro auf Bankkonten in Deutschland.
In Moldau, wo das Kreditinstitut Moldindconbank zur Geldwäsche genutzt wurde, wurden 25 Personen wegen Betruges angeklagt. In Russland waren 19 Banken, darunter die russische Zentralbank, in der umgerechnet 9,7 Milliarden US-Dollar gewaschen wurden, involviert.
In der Schweiz landete ein zweistelliger Millionenbetrag auf einem Firmenkonto des Cellisten Sergej Roldugin.

### Außerhalb Europas
In die Vereinigten Arabischen Emirate wurden etwa 434 Millionen US-Dollar auf Konten von 11 Briefkastenfirmen transferiert. Zwischen 2010 und 2014 wurden auf Konten bei Citibank (35 Millionen) und Bank of America (14 Millionen) etwa 63,7 Millionen US-Dollar Schwarzgeld überwiesen.
Der Recherche zufolge wurden in den Jahren zwischen 2010 und 2014 russische Rubel im Werte eines zweistelligen Milliarden-Dollar-Betrages über die Deutsche Bank von Moskau hauptsächlich nach London und New York transferiert. Ein US-Amerikaner, der in der Russland-Abteilung der Deutschen Bank arbeitete, erhielt demnach Millionen Bestechungsgelder für die Ermöglichung dieser Transaktionen. Die Deutsche Bank wurde daraufhin von der New Yorker Finanzmarktaufsicht mit einem Bußgeld von 425 Millionen US-Dollar und von der britischen Finanzmarktaufsicht mit einer Strafzahlung von 163 Millionen Pfund (204 Millionen US-Dollar) belegt. In den USA wurden unter anderem Schönheitsoperationen, Consulting-Dienstleistungen und Luxus- und Verbrauchsgüter mit dem Geld bezahlt.
Mehr als 6 Milliarden US-Dollar wurden von der kasachischen BTA Bank an deren ehemaligen Vorsitzenden überwiesen und gewaschen.

## Troika-Laundromat
Im Herbst 2017 flog ein weiteres System auf, bei dem aus Aserbaidschan stammendes Geld über die estnische Filiale der dänischen Danske Bank in der EU gewaschen wurde. Das Projekt ist benannt nach der russischen Investmentbank Troika Dialog, die nach Recherchen der OCCRP maßgeblich in das Geldwäschesystem involviert war.
Howard Wilkinson, der bis 2014 Leiter des Handelsgeschäfts der Danske Bank im Baltikum war und diese dann im Streit verließ, bezifferte den Umfang der inkriminierten Geschäfte vor dem Sonderausschuss für Finanzkriminalität des Europaparlaments auf 230 Milliarden Dollar. Die Danske Bank, die mit derart hohen Beträgen überfordert war, schaltete mit der JPMorgan Chase, der Bank of America und der Deutschen Bank Korrespondenzbanken ein, die ab dem Jahr 2007 dabei halfen die Transaktionen zu bewältigen.
2013 brach JPMorgan Chase und 2015 die Deutsche Bank die Geschäftsbeziehung zu der Danske Bank ab.